# ESET

ESET — міжнародний розробник антивірусного програмного забезпечення і рішень в області комп'ютерної безпеки для корпоративних і домашніх користувачів. Заснована в 1992 році.

## Історія
Історія компанії бере свій початок у 1987 році, коли два словацьких програмісти-ентузіасти Петер Пашко та Мирослав Трнка почали цікавитись комп'ютерними вірусами. Одному з вірусів, знайдених програмістами, було дано ім'я «Відень» та написано програму для її виявлення. Незабаром вони знайшли багато інших вірусів, після чого вирішили розробити універсальне програмне рішення для боротьби з невідомими видами загроз.
У 1992 році програмісти разом з другом Рудольфом Грубим заснували товариство з обмеженою відповідальністю «ESET».
Головний офіс розташовано в Братиславі. Підрозділи працюють в Сан-Дієго (США), Вексфорді (Ірландія), Лондоні, Буенос-Айресі (Аргентина), Празі та Сінгапурі. Компанія налічує понад 700 працівників.

## Продукція

Знімок головного вікна антивіруса

Програми ESET виявляють і знешкоджують відомі та нові види загроз, придатні для використання як приватними, так корпоративними користувачами.
Абревіатура ESET утворена з чотирьох слів — «Essential Security against Evolving Threats», що в перекладі означає «ефективний захист від загроз, що еволюціонують». Компанія ESET заявляє, що у її програмах використовуються проактивні методи дослідження програм, що дозволяє відстежувати роботу тих вірусів, які ще не додані до вірусних баз.
Програмне забезпечення використовує власну технологію ThreatSense, яка поєднує в собі такі методи виявлення загроз:
- активна та пасивна евристика,
- родовий аналіз,
- сигнатурний метод.

Список програм ESET містить великий асортимент, які працюють на робочих станціях, серверах та мобільних пристроях під управлінням різних операційних систем і платформ.
Для дому та малого офісу
- ESET Smart Security 13
- ESET NOD32 Antivirus 13
- ESET Smart Security Premium
- ESET Internet Security
- ESET Cyber Security Pro for Mac®
- ESET Mobile Security for Android™
- ESET Anti-Theft

Для бізнесу
- Робочі станції та мобільні пристрої:
  - ESET Endpoint Security (OSX, Windows)
  - ESET Endpoint Antivirus (OSX, Windows)
  - ESET NOD32 Antivirus Business for Linux Desktop
  - ESET Endpoint Security for Android
- Сервери:
  - ESET File Security For Windows Server
  - ESET File Security for Linux / BSD / Solaris
  - ESET Mail Security for Microsoft Exchange
  - ESET Mail Security for Linux / BSD / Solaris
  - ESET Mail Security for IBM Lotus Domino
  - ESET Security for Microsoft SharePoint
  - ESET Security for Kerio
  - ESET Gateway Security for Linux / BSD / Solaris
- Обмеження доступу та захист даних:
  - ESET Secure Authentication
  - DESlock+ Data Encryption

Безкоштовні утиліти
- ESET Online Scanner
- ESET Social Media Scanner
- ESET AV Remover
- ESET SysRescue Live
- ESET SysInspector
- ESET Remote Administrator
- Kaseya RMM Integration Plugin
- LabTech RMM Integration Plugin

### Віддалене керування
ESET Remote Administrator це безкоштовна консоль для віддаленого керування та адміністрування продуктів компанії ESET у корпоративних мережах.
25 лютого 2015 р. випущено нову версію № 6, яку було повністю переписано, вона дозволяє керувати клієнтами через браузер чи мобільні пристрої.

## Робота в Україні
Продукція компанії вперше офіційно з'явилася в Україні в 2005 році. Того ж року відкрилась безкоштовна цілодобова служби технічної підтримки ESET в Україні, а також курси навчання продуктам компанії.
Користувачами продуктів компанії в Україні в різний час були такі українські компанії і відомства:
- Міністерство транспорту та зв'язку,
- Міністерство фінансів,
- Львівська залізниця,
- Інформаційний центр Міністерства юстиції України,
- Одеська залізниця,
- АТ «Укрнафта»,
- ВАТ «Надра Банк»,
- ПАТ «Мега Банк»,
- група компаній «Інтерпайп» та ін.

Завдяки роботі працівників Есет Україна всю документацію та інтерфейс, як домашньої так і корпоративної версії перекладено українською мовою. Також для україномовної спільноти розроблено велике FAQ, у якому враховано багаторічний досвід роботи с продуктами ESET.

## Нагороди
Висока здатність виявлення та мінімальне споживання системних ресурсів забезпечують продуктам ESET широку популярність у всьому світі, а також регулярні визнання незалежних експертів та авторитетних видань.
Рішення ESET NOD32 Antivirus, ESET Smart Security та ESET Cyber Security є найбільш рекомендованими у всьому світі.
Легендарний продукт ESET NOD32 Antivirus став світовим рекордсменом за кількістю нагород «VB100» від авторитетного видання Virus Bulletin, не пропустивши при цьому жодного «дикого» вірусу або черв'яка.
ESET була названа однією з найбільш інноваційних компаній в Європі у 2011 році та удостоєна нагороди HSBC European Business Awards. Також визнання і велику кількість позитивних відгуків компанія та продукти ESET отримали від відомих тестових лабораторій AV-Comparatives, AV-Test і багатьох інших організацій.
Крім цього, компанія ESET входить до списку найбільш розвинутих компаній у сфері високих технологій за рейтингом Deloitte Technology Fast 50 у країнах ЕМЕА регіону, який включає в себе Європу, Близький Схід та Африку. У 2009 та 2010 роках аналітики Gartner включили компанію ESET у «Magic Quadrant for Endpoint Protection Platforms» і визнали продукти ESET найкращими рішеннями для корпоративного сектору.